# Raymond Schwartz
Raymond Schwartz (Metz, 1894. április 8. – Párizs, 1973. május 14.) francia regényíró, novellista, eszperantista.
Az első világháború előtt tanulta meg az eszperantó nyelvet. Az eszperantó irodalomban a francia humort képviseli. Legjelentősebb műve az 1936-ban írt Kiel akvo l' rivero (Mint a folyó vize) című történelmi regény, amely az író szülőhelyén, a német-francia határon, Elzászban játszódik.